# Synuchus
Synuchus is een geslacht van kevers uit de familie van de loopkevers (Carabidae). De wetenschappelijke naam van het geslacht is voor het eerst geldig gepubliceerd in 1810 door Gyllenhal.

## Soorten
Het geslacht Synuchus omvat de volgende soorten:
- Synuchus adelosia Andrewes, 1934
- Synuchus agonoides (Bates, 1889)
- Synuchus agonus (Tschitscherine, 1895)
- Synuchus amamioshimae Habu, 1978
- Synuchus andrewesi Habu, 1955
- Synuchus angusticeps Tanaka, 1962
- Synuchus angustus Habu, 1978
- Synuchus arcuaticollis (Motschulsky, 1860)
- Synuchus assamensis Deuve, 1986
- Synuchus atricolor Bates, 1883
- Synuchus bellus Habu, 1978
- Synuchus brevis Lindroth, 1956
- Synuchus breviusculus Mannerheim, 1849
- Synuchus calathinus Lindroth, 1956
- Synuchus callitheres (Bates, 1873)
- Synuchus cathaicus Bates, 1873
- Synuchus chabo (Habu, 1955)
- Synuchus chinensis Lindroth, 1956
- Synuchus congruus (A. Morawitz, 1862)
- Synuchus coreanus Kinschenhofer, 1990
- Synuchus crocatus (Bates, 1883)
- Synuchus cycloderus (Bates, 1873)
- Synuchus dubius (Leconte, 1854)
- Synuchus dulcigradus (Bates, 1873)
- Synuchus elburzensis Morvan, 1977
- Synuchus formosanus Lindroth, 1956
- Synuchus fukuharai (Habu, 1955)
- Synuchus fulvus Habu, 1978
- Synuchus gigas Keyimu & Deuve, 1998
- Synuchus gravidus Lindroth, 1956
- Synuchus hikosanus (Habu, 1955)
- Synuchus himalayicus (Jedlicka, 1935)
- Synuchus impunctatus (Say, 1823)
- Synuchus inadai Morita & Arai, 2003
- Synuchus intermedius Lindroth, 1956
- Synuchus ishigakiensis Morita & Toyoda, 2003
- Synuchus keinigus Morvan, 1994
- Synuchus laticollis Lindroth, 1956
- Synuchus limbalis Lindroth, 1956
- Synuchus longipes Lindroth, 1956
- Synuchus longissimus Habu, 1978
- Synuchus macer Habu, 1978
- Synuchus major Lindroth, 1956
- Synuchus melantho (Bates, 1883)
- Synuchus microtes Habu, 1978
- Synuchus minimus Lindroth, 1956
- Synuchus montanus Lindroth, 1956
- Synuchus nanpingensis Kirschenhofer, 1997
- Synuchus narae Lindroth, 1956
- Synuchus nitidus (Motschulsky, 1861)
- Synuchus nordmanni (A. Morawitz, 1862)
- Synuchus orbicollis (A. Morawitz, 1862)
- Synuchus pallidulus Habu, 1978
- Synuchus pallipes (Andrewes, 1934)
- Synuchus patroboides Lindroth, 1956
- Synuchus picicolor Lindroth, 1956
- Synuchus pinguiusculus Habu, 1978
- Synuchus pseudomorphus (Semenov, 1889)
- Synuchus pulcher Habu, 1978
- Synuchus rectangulus Lindroth, 1956
- Synuchus rjabuchinii Lafer, 1989
- Synuchus robustus Habu, 1978
- Synuchus rufofuscus (Jedlicka, 1940)
- Synuchus rufulus Habu, 1978
- Synuchus satoi Morita & Toyoda, 2003
- Synuchus semirufus (Casey, 1913)
- Synuchus shibatai Habu, 1978
- Synuchus sichuanensis Kirschenhofer, 1997
- Synuchus sikkimensis (Andrewes, 1934)
- Synuchus sinomeridionalis Keyimu & Deuve, 1998
- Synuchus sinuaticollis Habu, 1978
- Synuchus suensoni Lindroth, 1956
- Synuchus taiwanus Habu, 1978
- Synuchus takeuchii (Habu, 1955)
- Synuchus tanzawanus Habu, 1955
- Synuchus testaceus (Jedlicka, 1940)
- Synuchus tokararum Lindroth, 1956
- Synuchus truncatus Habu, 1978
- Synuchus ventricosus Lindroth, 1956
- Synuchus vivalis (Illiger, 1798)
- Synuchus yasumatsui (Habu, 1955)